# Something in the Water (Carrie Underwood)
Something in the Water è un singolo della cantautrice statunitense Carrie Underwood, il primo estratto dalla sua prima greatest hits il 29 Settembre 2014. La canzone è stata scritta da Carrie Underwood, Chris DeStefano, Brett James e prodotto da Mark Bright.
Something in the Water ha raggiunto la prima posizione della classifica cristiana di Billboard e di quella Country, e ha raggiunto la posizione 24 sulla Billboard Hot 100. La canzone ha ricevuto il plauso della critica, che ha elogiato la voce di Carrie Underwood e il forte contenuto cristiano.
Alla cerimonia dei Grammy Award del 2015, la canzone ha vinto un Grammy come Miglior Performance Country Solista.